# Igreja de São Lourenço (Turim)
San Lorenzo, também conhecida como a Igreja Real de São Lourenço (em italiano: Real Chiesa di San Lorenzo  ), é uma igreja de estilo barroco em Turim, adjacente ao Palácio Real de Turim . A igreja atual foi projetada e construída por Guarino Guarini entre 1668 e 1687. É apelidada de "Real" por desejo da Casa de Sabóia e porque se parecia com a igreja da casa real.